# سیارک ۱۸۳۹۶
سیارک ۱۸۳۹۶ (به انگلیسی: 18396 Nellysachs، نامگذاری:1992SN2) هجده هزار و سیصد و نود و ششمین سیارک کشف شده است که در ۲۱ سپتامبر ۱۹۹۲ کشف شد.
قدر مطلق سیارک برابر ۱۴٫۷۰ است.